# Bedřich Kryštof z Mansfeldu
Bedřich Kryštof z Mansfeldu, resp. z Mansfeld-Hinterortu (německy Friedrich Christoph von Mansfeld; Friedrich Christoph von Mansfeld-Hinterort, 4. února 1564 – 5. dubna nebo 6. dubna 1631, Eisleben) byl německý šlechtic z hraběcího rodu Mansfeldů z Hinterortu.

## Život

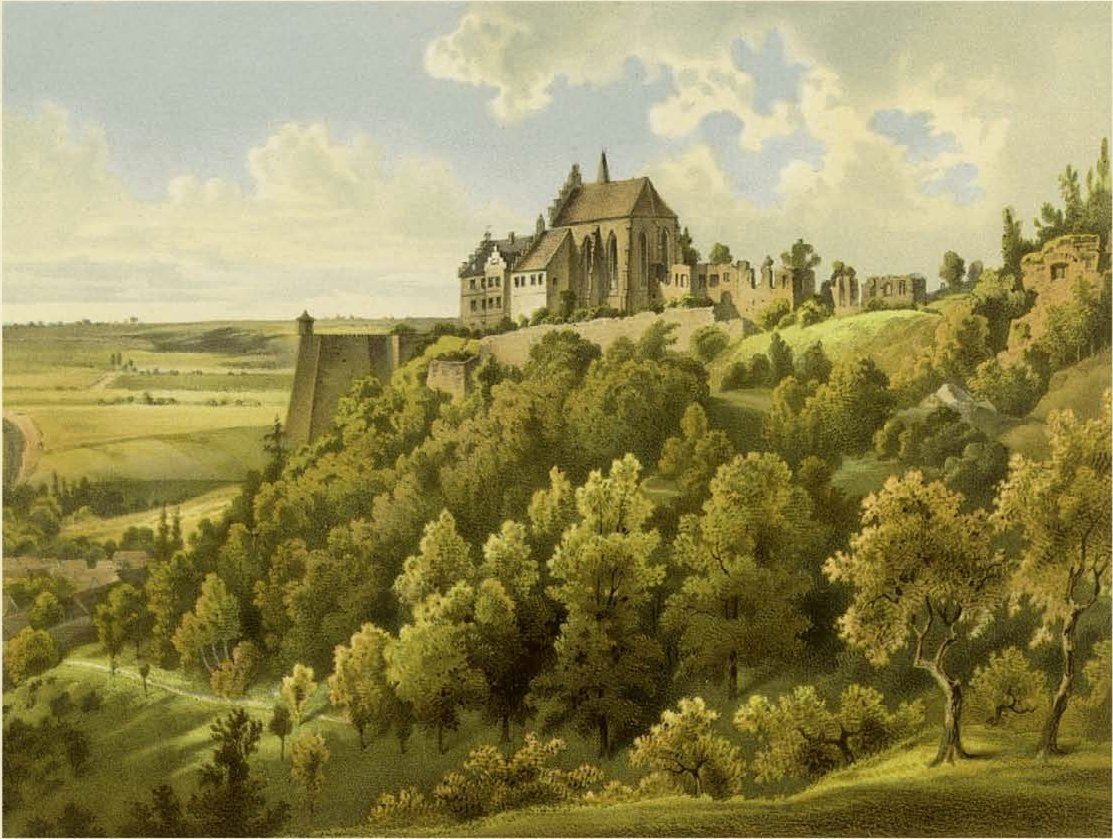
Zámek Mansfeld (1860)

Narodil se jako třetí syn hraběte Jana I. (Hanuše) z Mansfeld-Hinterortu († 1567) a jeho druhé manželky princezny Markéty Brunšvicko-Lüneburské († 1596), dcery vévody Arnošta I. von Brunswick-Lüneburg († 1546) a princezny Žofie Meklenbursko-Zvěřínské. Byl vnukem hraběte Albrechta VII. z Mansfeld-Hinterortu († 1560) a Anny z Honstein-Klettenbergu († 1559).
Měl bratra Arnošta VI. (IV.), hraběte z Mansfeld-Hinterortu († 7. dubna 1609) a sestry Annu Žofii († 7. dubna 1601), provdaná za Heřmana Adolfa ze Solmsu, Alžbětu († 12. dubna 1596), provdaná vévodkyně sasko-kobursko-eisenašská a Marii († 3. března 1633), poprvé provdaná za Ludvíka Hesensko-Marburského a v druhém manželství za Filipa III. z Mansfeldu.
Bedřich Kryštof z Mansfeld-Hinterortu zemřel 5. dubna 1631 v Eislebenu ve věku 67 let a byl pohřben v tamním kostele sv. Anny.

### Manželství a potomstvo
Bedřich Kryštof z Mansfeld-Hinterortu se kolem roku 1610 oženil s Anežkou z Everstein-Massowa (1584–1626), dcerou hraběte Wolfganga II. Eversteinsko-Massowského (1538 – 15. března 1592) a jeho manželky hraběnky Anny z Lippe (1551 – květen 1614), dcery Bernarda VIII. z Lippe a Kateřiny z Waldecku († 1583). Z jejich manželství se narodily čtyři děti:
- Marie Sibylla (7. července 1608 – 29. března 1642), provdaná za svobodného pána Jana Jindřicha ze Šumburka-Remse (21. září 1589 – 1. srpna 1651), syn svobodného pána Volfa III. ze Šumburka-Glauchau (15336u)
- Arnošt Ludvík (6. června 1605 – 9. dubna 1632 v Eislebenu), hrabě z Mansfeld-Heldrungenu, působil jako rektor univerzity v Jeně a vojevůdce ve švédských službách, dne 10. června 1627 se v Geře oženil s hraběnkou Anežkou Reussovou z Gery (17. dubna 1600 – 1. února 1642), dcerou Jindřicha II. z Reussu-Plavna (1572–1635), bez dědice
- Kristián Bedřich z Mansfeld-Hinterortu (18. října 1615 – 20. prosince 1666), hrabě a pán z Mansfeldu, ženatý 8. března 1649 ve Sternbergu v Meklenbursku s hraběnkou Marií Alžbětou z Lippe-Detmoldu (6. května 1611 – 12/13. prosince 1667), dcerou hraběte Šimona VII. z Lippe-Detmoldu († 1627), bez dětí
- Jan Albrecht z Mansfeld-Hinterortu (15. října 1615 – 1634)